# الدیا سان جوان
الدیا سان جوان (به اسپانیایی: Aldea San Juan) یک منطقهٔ مسکونی در آرژانتین است که در ایالت انتره ریوز واقع شده‌است.